# فاينل فانتسي إكس/إكس-تو إتش دي رماستر

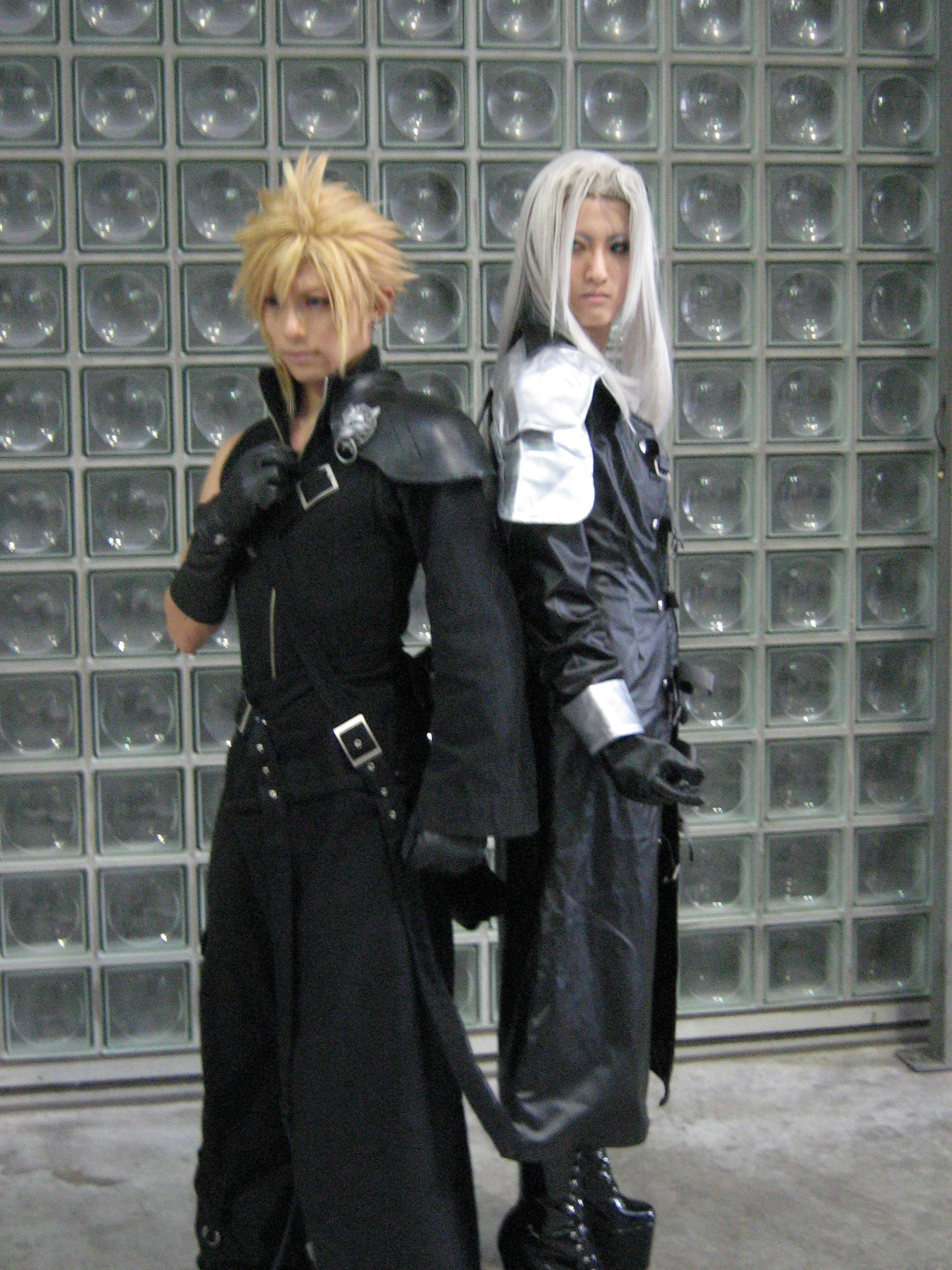

فاينل فانتسي إكس/إكس-تو إتش دي رماستر
إحدى سلسلة ألعاب فاينل فانتسي (باللغة العربية تعني الخيال النهائي)؛(باللغة اليابانية  تُكتب: フ ァ イ ナ ル フ ァ ン タ ジ ، باللغة اليابانية تُقرأ: Fainaru Fantajī Sātīn Tsū)؛ والاسم الرسمي المُعلن Final Fantasy.
فاينل فانتسي إكس/إكس-تو إتش دي رماستر (باللغة العربية تعني: تكتيكات الخيال النهائي إكس/إكس-تو إتش دي المُحسن)(باللغة اليابانية تُكتب:ファイナルファンタジーX/X-2 HD リマスター)(باللغة اليابانية تُقرأ:Fainaru Fantajī Ten/Ten Tsū HD Rimasutā)(والإسم الرسمي المُعلن: Final Fantasy X/X-2 HD Remaster).
فاينل فانتسي إكس/إكس-تو إتش دي رماستر، عبارة عن جهاز إعادة تشغيل عالي الدقة لألعاب فيديو لعب الأدوار (فاينل فانتسي إكس وفاينل فانتسي إكس تو) التي تم تطويرها في الأصل بواسطة سكوير(الآن سكوير إينكس) على بلاي ستيشن 2 في أوائل عام 2000. كما أنها تحتوي على محتوى قصة لم يكن موجوداً سابقاً إلا في الإصدارات الدولية، ودراما صوتية جديدة تم تعيينها بعد عام من أحداث X-2. شهدت المجموعة مراجعات رسومية وموسيقية وتستند إلى الإصدارات الدولية لكلتا اللعبتين، مما يجعل محتوى معيناً متاحاً للاعبين خارج اليابان لأول مرة.
تعامل الاستوديو الصيني فيرتوس مع أجزاء كبيرة من تطويره، بينما ساعدت سكوير إينكس في العملية ونشرت المجموعة. تم إصداره من أجل بلاي ستيشن 3 وبلاي ستيشن فيتا في اليابان في ديسمبر 2013 وفي جميع أنحاء العالم في مارس 2014، من أجل بلاي ستيشن 4 في مايو 2015، ومايكروسوفت ويندوز في مايو 2016، ونينتندو سويتش وإكس بوكس ون في أبريل 2019. المجموعة  تباع بشكل إيجابي، وتلقى مراجعات إيجابية. أشاد العديد من النقاد بالترقية الرسومية وفرصة اللعب من خلال الألعاب على المنصات الجديدة. تعرضت المجموعة لانتقادات بسبب بعض الأخطاء الطفيفة في الترقية والجودة غير المتكافئة بين الاثنين، بينما أثار بعض المحتوى المضاف للمجموعة آراء مختلطة.

## المحتوى
المقالات الرئيسية: فاينل فانتسي إكس وفاينل فانتسي إكس تو
إنظر أيضاً: طريقة اللعب في فاينل فانتسي [إنجليزي]
يغطي إتش دي رماستر كلاً من فاينل فانتسي إكس وتكملة لفاينل فانتسي إكس تو، تتبع اللعبة الأولى رحلة المراهق «تيدوس» الذي تم نقله إلى عالم (سبير) بعد لقاء مع مخلوق يعرف باسم«سين».
أصبح أحد الأوصياء على المستدعي «يونا» وحمايتها في رحلة الحج لهزيمة الخطيئة ومعرفة كيفية ارتباط المخلوق بآباء تيدوس ويونا الراحلين.[بحاجة لمصدر][بحاجة لمصدر] تعتمد طريقة اللعب على نظام المعارك الشَرطي المستند إلى الدور الذي يسمح بتبادل أعضاء الفريق في منتصف القتال. يتم رفع مستوى الشخصيات عن طريق شبكة المجال التي يمكن للاعب من خلالها اختيار مهارة معينة للتعلم أو السمة لتحسينها. تدور أحداث اللعبة الثانية بعد عامين من أحداث (إكس) وتتميز يونا باعتبارها صائدة الكنوز بحثاً عن الكرات التي تقودها إلى «تيدوس». إنه يعيد تقديم نظام العمل الكلاسيكي للمسلسل في شكل غارمنت غيرد (شبكة الملابس): يمكن الحصول على الوظائف كملابس، والأزياء التي تمنح شخصيات اللاعب قدرات مختلفة طوال اللعبة، ويمكن تغييرها في المعركة. تتضمن (إكس-تو) العديد من الألعاب الصغيرة مثل «سفير بريك وبليتزبال»، والتي ظهرت الأخيرة أيضاً بشكل بارز في إكس. في حين أن غالبية طريقة اللعب لـ إكس وإكس تو لم تتغير، خضعت الألعاب لتحديث رسومي شامل وأُعيد ترتيب قدر كبير من الموسيقى لـ إكس.
تحتوي جميع الإصدارات الإقليمية على محتوى من الإصدارات الدولية: إكس لديه خبير «سفيرغريد» والعديد من الرؤساء الاختياريين، بينما يأتي إكس-تو مع ملابس إضافية وألعاب صغيرة جديدة. تمت إضافة نظام «الخالق المخلوق»، حيث يمكن للاعبين القبض على وحوش العدو وشخصيات معينة من غير اللاعبين لتدريبهم وجعلهم يقاتلون جنباً إلى جنب مع الطرف في المعركة، على غرار سلسلة بوكيمون: يمكن أيضاً محاربة هؤلاء الحلفاء «المأسورين ومعززة» في مدرج. أخيراً، تشتمل إكس-تو على زنزانة إضافية لـ«المهمة الأخيرة» والتي تلعب بأسلوب لعبة (روغلايك) ثلاثية الأبعاد، ولها تخطيط قائم على الشبكة تتحرك خلاله الشخصيات وتواجه الأعداء.  يتم إنشاء التخطيطات بشكل عشوائي ويسمح لكل خصم بعدد الأدوار التي قام بها اللاعب. كما هو الحال في اللعبة الرئيسية، يمكن لشخصيات اللاعب تجهيز الوظائف في شكل ملابس. تم تضمين فيلم (الهدوء الأبدي) الذي يسد الفجوة بين إكس وإكس تو في المجموعة أيضاً. تسمح المجموعة بالحفظ عبر الأنظمة الأساسية بين إصدارات بلاي ستيشن 3 وبلاي ستيشن 4 وبلاي ستيشن فيتا وكلتا اللعبتين لها قوائم الجوائز الخاصة بها والتي يتم مشاركتها عبر الأنظمة الأساسية الثلاثة.
فاينل فانتسي إكس: ويل هي دراما صوتية أصلية مدرجة في الإصدار، يتم تشغيلها خلال الاعتمادات النهائية. يضم العديد من الشخصيات من الألعاب، جنباً إلى جنب مع شخصيتين جديدتين: المستدعي الخجول (كورغام)، ورفيقه البغيض (شوامي) الذي يروي.[بحاجة لمصدر][بحاجة لمصدر] تم إرسال الاثنين لتجنيد "يونا" للتحقيق في قضية "بيكونينغ" غير المصرح بها التحدث إلى الموتى في منطقة تدفق القمر. ومع ذلك، فإن ما اكتشفوه هو أكثر خطورة بكثير: تدفق جماعي غير مرسلين (الموتى يتخذون أشكالًا جسدية). بعد هذه الظاهرة المشؤومة، تعود الخطيئة أيضاً لترهيب العالم مرة أخرى. أُجبرت "يونا" على التحضير لمعركة أخرى، وانفصلت عن "تيدوس". تحاول "كورغوم" أن تفعل الشيء نفسه مع "شاومي"، فقط لتكتشف أنها لم تكن لديها أي مشاعر تجاهه. يتشاور "تيدوس" المرتبك مع "لولو" الذي يوبخه لسذاجته ويذكره أن عودة «سين» تعني أن أي شيء آخر يمكن أن يعود أيضاً. على عكس "شاومي" يفهمها "تيدوس" ويجدد قسمه بتكريس نفسه لـ يونا". تنتهي القصة بإعلان "يونا" علناً عن نيتها محاربة الخطيئة.

## التطوير
نشأت فكرة رماستر من إعادة توحيد فريق التطوير الأصلي للألعاب والممثلين الصوتيين أثناء صنع نوع فاينل فانتسي، يعتقد مصمم الشخصيات «تيتسويا نومورا» والمنتج المساعد «هيديكي إيمايزومي» وممثل الصوت أنه يجب عليهم إنشاء شيء للاحتفال بالذكرى العاشرة لـ إكس. كان الدافع الشخصي للمنتج يوشينوري كيتاسي هو جعل الأشخاص أصغر من أن يلعبوا هذه الألعاب، حيث كان ابنه كبيراً بما يكفي لمعرفة شخصيات تيدوس ويونا من ديسيديا فاينل فانتسي وما قبلها.  
سبب آخر هو أن الكثيرين لم يحظوا بفرصة لعب الألعاب لأنها لم تكن متوافقة مع غالبية طرز بلاي ستيشن 3 ولا تتوفر على بلاي ستيشن نيتورك، على عكس ألعاب بلاي ستيشن الأصلية مثل فاينل فانتسي 7 و9. دخل «نومورا» في مفاوضات مع أعضاء آخرين من الموظفين القدامى وحصل على نسخة معدلة من إكس وإكس-2 تمت الموافقة عليها، لكن عملية التطوير الفعلية تأخرت لأن الكثير من الفريق كان لا يزال مشغولاً بإنشاء فاينل فانتسي الثالث عشر.
تم الإعلان عن رماستر لأول مرة في معرض طوكيو للألعاب 2011، حيث كان من المفترض أن يتم إصدار اللعبة للاحتفال بالذكرى  العاشرة لـإكس. تم الاستعانة بمصادر خارجية في الجزء الأكبر من أعمال إعادة التصميم لاستوديو فيرتوس الكائن في شنغهاي. كان موظفو سكوير إينكس الداخليون مسؤولين عن إعادة تجميع الأصول الأصلية، وساعدوا في جزء من إعادة البيانات عالية الدقة. وكان من بين أعضاء الفريق الأصلي العائدين (موتومو تورياما ويوسوكي ناورا وتوشيتاكا ماتسودا وماساكي كوباياشي) الذين أشرفوا على الإنتاج. 
ظل المخرج الفني ل إكس-تو شينتارو تاكاي في نفس الدور في كلتا الألعاب المعاد تصميمها. الجانب الصيني من التطوير كان المدير العام بان فنغ. واجه الفريق مشاكل في نقل الألعاب إلى بلاي ستيشن 3 وبلاي ستيشن فيتا حيث استخدمت رسوماتهم العديد من الوظائف الفريدة لأجهزة بلاي ستيشن 2. شكلت خسارة وإصلاح بعض الأصول الأصلية عقبة أخرى، مع تعليق «كيتاسي» أنه ربما كان من الأسهل إعادة إنشاء البيانات من الألف إلى الياء. يدعم إصدار بلاي ستيشن 3 دقة عرض 720p و1080p الأول مع والأخير بدون تنعيم - بينما يعمل إصدار بلاي ستيشن فيتا بدقة 720 × 408 بكسل.

تم تحسين الميزات الرسومية مثل تأثيرات المياه والإضاءة. وتشمل التغييرات الأخرى إضافة الإزهار، والانتقال من الظلال الدائرية إلى الديناميكية والقرص إلى الهندسة البيئية والتركيب. قام المطورون بمراجعة النماذج ثلاثية الأبعاد لكلتا اللعبتين: تلقت معظم النماذج فقط مواد جديدة ولكن تم إعادة بناء تلك الشخصيات القابلة للعب بالكامل مع تغييرات ملحوظة على وجوههم. كانت المشاهد السينمائية والبيئات المعروضة مُسبقاً بحاجة إلى تعديل من 4: 3 إلى نسبة شاشة 16: 9، تتطلب العملية الكثير من التعديلات الفنية والبرمجة.
على سبيل المثال، أدت شاشة العرض العريضة إلى ظهور نماذج الشخصيات في مشهد القطع على الرغم من أنها ستظهر فقط في لقطة لاحقة؛ كان لابد من تصحيح هذه الحالات. 
تم اقتصاص كل من صور الخلفية والمقاطع المعروضة مُسبقاً في الجزء العلوي والسفلي لتلائم نسبة الشاشة الجديدة. ومع ذلك، فقد تلقوا عثرة في الدقة لتظهر أكثر وضوحاً مما كانت عليه في إصدار بلاي ستيشن 2. كانت اللعبة بحاجة أيضاً إلى التكرار مع الارتقاء بها إلى مستوى اللعبة عالية الدقة، والتي كانت أصعب مما كان يعتقده الفريق.
تم إعادة ترتيب ستين مساراً للموسيقى التصويرية الأصلية لـ فاينل فانتسي إكس بواسطة نوبوؤو أويماتسو وماساشي هامازو وجونيا ناكانو. تولى هاموزو وناكانو مسئولية معظم الموسيقى المنقحة، كما قام تسوتومو ناريتا وريو يامازاكي بترتيبات مختارة. تم نقل الموسيقى التصويرية لـ فاينل فانتسي إكس-تو بواسطة نوريكو ماتسويدا وتاكاهيتو إيجوتشي من إصدار بلاي ستيشن 2 الأصلي. بالنسبة للاعتمادات الخاصة بـ إتش دي رماستر كتب كاتب السيناريو كاوزوشينغ نوجيما الدراما الصوتية ل فاينل فانتسي إكس: ويل كملحق يحدث بعد عامين من إكس-تو. شعرت نوجيما ونومورا أنها كانت فرصة جيدة للتوسع في عالم إكس. لقد اختاروا تنسيق الدراما الصوتية حيث لم يرغب الفريق في خلق انطباع بصري قوي، وبدلاً من ذلك كانوا يعتزمون ترك الأمر للتأويل. أراد الفريق أن تكون الدراما الصوتية "المعاكس المباشر" للشعور المتفائل والنهاية السعيدة لـ إكس-تو. أدت هذه الرغبة في جو أكثر حزناً إلى إعادة "سين"، القوة العدائية الرئيسية في إكس، بالرجوع إلى القصة، حيث أراد الفريق إبقائها متورطة بطريقة مماثلة لـ سيفروث الخصم الرئيسي لـفاينل فانتسي 7 ورفيقه. وسائل الإعلام  كانت النهاية المفتوحة للدراما مقصودة أيضاً، حيث أراد «كيتاسي» ترك شيء لخيال اللاعب"

## الإصدار
تم إصدار فاينل فانتسي إكس وفاينل فانتسي إكس-تو إتش دي رماستر كمجموعة لجهاز بلاي ستيشن 3، وكإصدارات منفصلة لكل لعبة على بلاي ستيشن فيتا، إلى جانب إصدارات بلاي ستيشن فيتا القياسية في اليابان، كان هناك (توين باك) جمعت كل من الألعاب ومجموعة (صندوق الدقة) التي تضمنت أيضاً وحدة التحكم المحمولة. تم اتخاذ قرار بشأن إصدار مزدوج لإصدارات فيتا نظراً لسعة التخزين المحدودة للخراطيش. تم إنتاج تماثيل (بلاي آرتس كاي وتيدوس ويونا) وأعيد إصدار الموسيقى التصويرية الأصلية. تم نشر كتابين إرشاديين جديدين لشركة ألتيمانيا لكل لعبة.[بحاجة لمصدر] كتب نوجيما رواية (فاينل فانتسي إكس2.5 X-2.5: Eien no Daishō) التي تسد الفجوة بين آخر مُهمة فاينل فانتسي إكس: ويل. تم إصدار-إصدار جامعي (جامع-مجموع) من إصدار بلاي ستيشن 3 حصرياً في أمريكا الشمالية عبر متجر سكوير إينكس على الإنترنت. احتوت على كلتا الألعاب، وكتاب عمل فني، وقرص بلو راي للموسيقى التصويرية المعاد ترتيبها وخمس مطبوعات حجرية للأعمال الفنية.
أقيم حفل إطلاق خاص في غاليري نيوكليوس في الحمراء، كاليفورنيا خلال مارس 2014. وشمل حدث توقيع مع كيتاسي وناورا، ومزاد عمل فني مع جميع الأرباح التي ذهبت إلى ضحايا إعصار هايان. تم تسريب منفذ بلاي ستيشن 4 الخاص بـرماستر، الذي تم الإعلان عنه رسمياً في مؤتمر بلاي ستيشن في الصين في 11 ديسمبر 2014، في متجر سكوير إينكس الفرنسي عبر الإنترنت في وقت سابق من نفس اليوم.  يدعم إصدار بلاي ستيشن 4 عمليات النقل المحفوظة من إصدارات بلاي ستيشن 3 وبلاي ستيشن فيتا والتشغيل عن بُعد على بلاي ستيشن فيتا. تم إصداره في جميع أنحاء العالم على بلاي ستيشن 4 في مايو 2015. تم إصداره لاحقاً على مايكروسوفت ويندوز عبر ستيم في 12 مايو 2016. بالإضافة إلى ذلك، تم إصدار إصدارات إكس بوكس ون ونينتندو سويتش في 16 أبريل 2019.

## الإقبال
تلقى مدير التسجيل تقييمات إيجابية. على ميتاكريتيك، يحمل إصدار بلاي ستيشن فيتا 86/100، وإصدار بلاي ستيشن 3  85/100، وإصدار بلاي ستيشن 4 84/100، وإصدار الكمبيوتر الشخصي 83/100.
كان رد الفعل على جودة المحسن إيجابياً في الغالب. قالت ميغان سوليفان من آي جي إن إنه على الرغم من إظهار اللعبة لجذورها، إلا أنها «تبدو أفضل بشكل كبير»، على الرغم من انتقادها لبعض القوام، والتخلص من اللقطات المقربة للوجه ومشاكل مزامنة الشفاه التي تم نقلها من اللعبة الأصلية.
  كان «يوشيا رينودين» من غيم سبوت إيجابياً بشكل عام، واصفاً الترقيات المرئية بأنها «أسباب مقنعة لإعادة زيارة أحد أكثر الإدخالات إثارة في السلسلة طويلة المدى»، على الرغم من أنه وجد مقارنات الترقية الرسومية غير المتكافئة بين شخصيات اللاعب والشخصيات غير القابلة للعب. بمراجعة إصدار بلاي ستيشن 3، أشاد «دايل نورث» من ديستركتويد عموماً بالترقية، على الرغم من أنه ذكر أن الكاميرا الثابتة لم تتقدم في العمر بشكل جيد وأن بعض الجوانب الأصغر والأكثر تفصيلاً للبيئات والنماذج لم تتلق معالجة شاملة عالية الدقة. أشاد «كيمبرلي والاس» من غيم إنفورمر بالترقية بشكل عام، لكنه أشار إلى أن حركات الشخصية خانت عُمر اللعبة. وصف «آشلي ريد» من غيمز رادار البيئات بالمظهر الأفضل، لكنها وجدت الشخصيات «تشبه الدمية بشكل غريب» ولاحظت القيود الرسومية المنقولة من الأصل. وجدت القليل من هذه المشاكل في إكس-تو. أشاد «مارك لانجشو» من ديجيتال سباي بالترقية، لكنه لاحظ انخفاضات معدل الإطارات والرسوم المتحركة «المتعرجة»، كما أشار إلى أن نماذج الشخصيات في إكس-تو تم تحديثها بشكل أفضل من تلك الموجودة في إكس. بمراجعة إصدار بلاي ستيشن 3، كان «دانيال كيرنز» من فيديو غيمر.كوم إيجابياً للغاية، على الرغم من ملاحظة بعض الملاحظات المحرجة المتبقية. في مراجعته لنسخة بلاي ستيشن فيتا أشاد «ريان كنغ» من ناو غيمر بشكل عام بالتحديثات التي تلقتها اللعبة وصقلها. بينما أشاد غالبية المراجعين بإصدار بلاي ستيشن فيتا بالمثل، إلا أن (رينودين ووالاس) لاحظا أن بعض الزخارف المؤرخة كانت بارزة أكثر.[بحاجة لمصدر][بحاجة لمصدر]
تلقت الموسيقى التصويرية المعاد إتقانها مراجعات مختلطة إلى إيجابية. أشار «نورث» إلى أن الموسيقى التي تم تجديدها «قد تكون أقل قبولًا لعشاق النوتة الأصلية»، بينما أشاد بالتحسن العام في الصوت. وجد «والاس» أن الموسيقى التصويرية عبارة عن حقيبة مختلطة، حيث تم تحسين بعض المقطوعات الموسيقية من خلال إعادة الصياغة وشِعر البعض الآخر بالتفاوت أو فقد تأثيرها. قال «رينودين» أنه على الرغم من أن الموسيقى التصويرية كانت أكثر هشاشة، إلا أن مُحبي النسخة الأصلية "قد لا يلاحظون على الفور التغييرات الصوتية."
تلقى (الهدوء الأبدي وآخر مهمة وويل) ردوداً متباينة. وصف "كايرس" (المهمة الأخيرة) بأنها "إلهاء قليل جيد"، لكنه وصف (ويل) بأنها "غير مفهومة". لم يستمتع «سوليفان» (بالهدوء الأبدي) أو (المهمة الأخيرة) بينما وجد (ويل) "غريباً ومُربكاً بشكل لا يصدق." يوَصي اللاعبين بالابتعاد عنها. وصف «والاس» (آخر مهمة) بأنها "تحويل لطيف، ولكنه ليس جذاباً بشكل لا يصدق" بينما أشار «نورث» إلى أنه "قد لا يكون لديه نفس القدر من الجاذبية لمحبي لعبة فاينل فانتسي النموذجية.
ظلت الآراء حول أسلوب اللعب الأصلي والقصة دون تغيير بشكل عام عن الألعاب الأصلية: تلقت قصص X و X-2 مراجعات إيجابية ومختلطة إلى إيجابية على التوالي، في حين تم الإشادة بطريقة اللعب بشكل عام. تلقت ميزات اللعب الجديدة لـ X و X-2 مراجعات مختلطة إلى إيجابية. وصفت «سوليفان» المحتوى الإضافي بأنه «الشيء المفضل لديها في هذه النسخة المعاد إتقانها» بينما وصف لانغشو الميزات الإضافية، بما في ذلك (آخر مهمة) بـ«الإضافات المُرحب بِها»

### المبيعات
خلال الأسبوع الأول من بيعها في اليابان، باعت إصدارات بلاي ستيشن 3 وبلاي ستيشن فيتا 185918 و149132 نسخة على التوالي. بلغ إجمالي مبيعات إصدارات بلاي ستيشن 3 وبلاي ستيشن فيتا في الأسبوع الأول أكثر من 339000 نسخة في اليابان. باعت إصدارات بلاي ستيشن فيتا الفردية من إكس وإكس-2 (31775 و 16355 نسخة على التوالي خلال أول أسبوعين في اليابان).
نجحت نسختا إتش دي رماستر أيضاً في أمريكا الشمالية، حيث بيعتا 206000 نسخة في غضون شهر من صدوره.  كانت اللعبة هي اللعبة السابعة الأكثر مبيعاً على بلاي ستيشن 3 واللقب الأكثر مبيعاً لـ بلاي ستيشن فيتا على بلاي ستيشن نيتورك  لشهر فبراير 2014. أشارت سكوير إينكس إلى المبيعات الإجمالية للعنوان كسبب لتحسين وضعها المالي في نهاية السنة المالية 2013/2014. إعتباراً من أبريل 2018، باعت نسخة الكمبيوتر من اللعبة أكثر من 584000 نسخة على ستيم.

## ميراث
أثارت الدراما الصوتية تكهنات بوجود تكملة ثانية لـإكس في مقابلة في فبراير 2014 قال شينجي هاشيموتو أن الدراما الصوتية تهدف ببساطة إلى التوسع في الكون ولا تعني أن هناك تكملة قيد التطوير. قبل ذلك، صرح نوجيما أنه إذا كان هناك طلب كاف، يمكن أن تكون هناك تطورات، وأنه يود كتابة القصة لتتمة ثانية. كشف نوجيما لاحقاً لـ فاميتسو "للتسجيل، هناك مؤامرة من البداية إلى النهاية، وإذا كان هناك طريقة يمكننا عرضها في مكان آخر... حسناً، لذلك قلت لـسكوير إنكس لاحقاً، تحدثت مع فاميتسو في ميزة تتعلق بشائعات الصناعة، أنكر "كيتاتسي" أن هناك تكملة ثانية قيد التطوير، وأن كلاً من فاينل فانتسي إكس والدراما الصوتية كانا يقصدان ببساطة أن يكونا استمراراً مستقلاً لكون الألعاب. كشف شينجي هاشيموتو في أكتوبر 2016 أن فاينل فانتسي إكس-3 ممكن أن هناك تكملة ثانية قيد التطوير لكن سكوير إينكس مشغولة حاليا بمشاريع أخرى وأكد أيضاً أن الدراما الصوتية هي أساس ذلك.

## روابط خارجية
الموقع الرسمي